# Cryptopleurum crenatum
Cryptopleurum crenatum är en skalbaggsart som först beskrevs av Johann Gottlieb Kugelann 1794.  Cryptopleurum crenatum ingår i släktet Cryptopleurum och familjen palpbaggar. Arten är reproducerande i Sverige. Inga underarter finns listade i Catalogue of Life.